# (2365) Interkosmos
(2365) Interkosmos est un astéroïde de la ceinture principale.

## Description
(2365) Interkosmos est un astéroïde de la ceinture principale. Il fut découvert le 30 décembre 1980 à l'observatoire Kleť par Zdeňka Vávrová. Il présente une orbite caractérisée par un demi-grand axe de 2,55 UA, une excentricité de 0,12 et une inclinaison de 5,3° par rapport à l'écliptique.

## Compléments